# Carolina Morace
Carolina Morace (Venècia, 1964) és una exfutbolista, entrenadora de futbol i comentarista esportiva italiana. Com a jugadora, jugava com a davantera i va ser una estrella del futbol italià, prenent el relleu d'Elisabetta Vignotto i coincidint en els últims temps amb Patrizia Panico, la seva successora com a estrella. En dinou anys com a internacional, va marcar cent-cinc gols en cent-cinquanta partits. El 1998 va començar la seva carrera com a entrenadora.